# Atletismo nos Jogos Paralímpicos de Verão de 2012 - Arremesso de peso masculino
As competições de arremesso em peso masculino do atletismo nos Jogos Paralímpicos de Verão de 2012 foram disputadas entre os dias 31 de agosto e 7 de setembro no Estádio Olímpico de Londres, na capital britânica. Participaram desse evento atletas divididos em 11 classes diferentes de deficiência. 

## Medalhistas

### Classe F11/12
| Ouro   | UKR Andrii Holivets         |
| Prata  | RUS Vladimir Andryushchenko |
| Bronze | AUS Russell Short           |

### Classe F20
| Ouro   | AUS Todd Hodgetts           |
| Prata  | SWE Jeffrey Ige             |
| Bronze | MAS Muhammad Ziyad Zolkefli |

### Classe F32/33
| Ouro   | ALG Kamel Kardjena |
| Prata  | ALG Karim Betina   |
| Bronze | ALG Mounir Bakiri  |

### Classe F34
| Ouro   | MAR Azeddine Nouiri |
| Prata  | IRN Mohsen Kaedi    |
| Bronze | FRA Thierry Cibone  |

### Classe F37/38
| Ouro   | CHN Xia Dong                  |
| Prata  | EGY Ibrahim Ahmed Abdelwareth |
| Bronze | IRN Javad Hardani             |

### Classe F40
| Ouro   | CHN Wang Zhiming          |
| Prata  | ALG Hocine Gherzouli      |
| Bronze | GRE Paschalis Stathelakos |

### Classe F42/44
| Ouro   | DEN Jackie Christensen |
| Prata  | CRO Darko Kralj        |
| Bronze | GBR Aled Davies        |

### Classe F46
| Ouro   | RUS Nikita Prokhorov |
| Prata  | CHN Hou Zhanbiao     |
| Bronze | POL Tomasz Rebisz    |

### Classe F52/53
| Ouro   | LAT Aigars Apinis         |
| Prata  | MEX Mauro Máximo de Jesús |
| Bronze | USA Scot Severn           |

### Classe F54/55/56
| Ouro   | IRN Jalil Bagheri Jeddi |
| Prata  | POL Karol Kozun         |
| Bronze | GBR Robin Womack        |

### Classe F57/58
| Ouro   | RUS Alexey Ashapatov |
| Prata  | POL Janusz Rokicki   |
| Bronze | RSA Michael Louwrens |

## F11/12
| Pos. | Atleta                          | Classe | 1     | 2     | 3     | 4     | 5     | 6     | Marca | Pontos | Notas                |
| ---- | ------------------------------- | ------ | ----- | ----- | ----- | ----- | ----- | ----- | ----- | ------ | -------------------- |
| 1 !  | UKR Andrii Holivets             | F12    | x     | 15,00 | 15,16 | 15,54 | 16,25 | 16,03 | 16,25 | 991    | Recorde europeu      |
| 2 !  | RUS Vladimir Andryushchenko     | F12    | 14,39 | 14,05 | 14,23 | 14,55 | 15,21 | x     | 15,21 | 966    | Recorde da temporada |
| 3 !  | AUS Russell Short               | F12    | 14,45 | 14,33 | 14,17 | 14,23 | 14,73 | 14,26 | 14,73 | 950    | Recorde da temporada |
| 4    | UKR Vasyl Lishchynskyi          | F11    | 12,58 | 11,72 | 11,84 | 12,52 | 13,09 | 12,80 | 13,09 | 945    |                      |
| 5    | ESP David Casino                | F11    | 12,57 | 12,56 | 13,01 | x     | x     | 13,01 | 13,01 | 942    |                      |
| 6    | BLR Siarhei Hrybanau            | F12    | 13,43 | 13,48 | 13,63 | 13,32 | 13,65 | x     | 13,65 | 906    |                      |
| 7    | RUS Sergei Shatalov             | F12    | 13,02 | 12,36 | 13,04 | x     | 13,02 | 13,63 | 13,63 | 905    |                      |
| 8    | AUT Bil Marinkovic              | F11    | 11,79 | 11,91 | 11,98 | 12,21 | x     | x     | 12,21 | 903    | Recorde da temporada |
| 9    | COL Edwin Rodriguez Gonzales    | F11    | 10,13 | 10,46 | 11,33 | -     | -     | -     | 11,33 | 845    |                      |
| 10   | LTU Rolandas Urbonas            | F12    | 12,13 | 11,79 | 12,14 | -     | -     | -     | 12,14 | 810    |                      |
| 11   | TRI Ronald Carlos Greene        | F11    | 9,59  | 10,87 | 10,20 | -     | -     | -     | 10,87 | 807    | Recorde pessoal      |
| 12   | VEN Anibal Bello                | F11    | 10,00 | 10,83 | x     | -     | -     | -     | 10,83 | 804    |                      |
| 13   | IRQ Mahdi Al-Saadi              | F12    | 10,99 | 10,80 | 11,12 | -     | -     | -     | 11,12 | 719    |                      |
| 14   | ARG Sebastián Baldassarri       | F11    | 9,39  | 9,87  | 9,16  | -     | -     | -     | 9,87  | 705    |                      |
| 15   | GUA Isaac Leiva                 | F11    | 9,59  | 9,83  | 8,65  | -     | -     | -     | 9,83  | 700    |                      |
| 16   | IRQ Hameed Hassain              | F11    | 9,41  | 9,14  | 9,81  | -     | -     | -     | 9,81  | 698    |                      |
| 17   | DOM Alfonso Olivero Encarnación | F11    | 9,54  | 9,80  | x     | -     | -     | -     | 9,80  | 697    | Recorde pessoal      |
| 18   | POR Nelson Gonçalves            | F11    | 9,51  | 9,52  | 9,74  | -     | -     | -     | 9,74  | 689    |                      |
| 19   | ARG Sergio Paz                  | F11    | 9,12  | 9,13  | 9,43  | -     | -     | -     | 9,43  | 650    |                      |
| 20   | BRA Luciano dos Santos Pereira  | F11    | 8,63  | 9,29  | 9,26  | -     | -     | -     | 9,29  | 632    |                      |
| 21 ! | KSA Osamah Masaud Al Shanqiti   | F12    | x     | x     | x     | -     | -     | -     | NM    | 0      |                      |

## F20
| Pos. | Atleta                      | 1     | 2     | 3     | 4     | 5     | 6     | Marca | Notas           |
| ---- | --------------------------- | ----- | ----- | ----- | ----- | ----- | ----- | ----- | --------------- |
| 1 !  | AUS Todd Hodgetts           | 15.62 | 15.42 | 16.24 | 16.29 | 15.86 | 15.36 | 16.29 | Recorde mundial |
| 2 !  | SWE Jeffrey Ige             | 13.84 | 14.61 | 15.50 | 14.56 | 14.80 | 13.64 | 15.50 | Recorde europeu |
| 3 !  | MAS Muhammad Ziyad Zolkefli | 13.79 | 15.21 | x     | 14.35 | 14.13 | 14.36 | 15.21 | Recorde pessoal |
| 4    | GRE Efstratios Nikolaidis   | 13.43 | 13.89 | 14.29 | 13.41 | x     | 14.51 | 14.51 | Recorde pessoal |
| 5    | VEN Danyelo Hernández       | 12.95 | 11.39 | 13.10 | 13.03 | 13.34 | 13.18 | 13.34 | Recorde pessoal |
| 6    | AUS Lindsay Sutton          | 13.04 | 12.02 | 12.28 | 12.87 | 13.03 | 12.68 | 13.04 |                 |
| 7    | VEN Ronny Valdés            | 12.53 | 12.33 | 12.68 | x     | 12.79 | x     | 12.79 | Recorde pessoal |
| 8    | GRE Kostas Dibidis          | 12.67 | x     | 12.79 | x     | x     | 12.55 | 12.79 |                 |
| 9    | EST Juri Bergmann           | 11.86 | 12.09 | 11.93 | -     | -     | -     | 12.09 | Recorde pessoal |
| 10   | TUN Dali Fatnassi           | x     | 11.35 | 11.99 | -     | -     | -     | 11.99 |                 |
| 11   | FRA Damien Rumeau           | 11.36 | 11.02 | x     | -     | -     | -     | 11.36 |                 |
| 12   | POR Ricardo Marques         | 10.97 | 10.86 | x     | -     | -     | -     | 10.97 |                 |
| 13   | PUR Jose Benítez Sánchez    | x     | 9.88  | x     | -     | -     | -     | 9.88  |                 |

## F32/33
| Pos. | Atleta                   | Classe | 1     | 2     | 3     | 4     | 5     | 6     | Marca | Pontos | Notas                |
| ---- | ------------------------ | ------ | ----- | ----- | ----- | ----- | ----- | ----- | ----- | ------ | -------------------- |
| 1 !  | ALG Kamel Kardjena       | F33    | 11.73 | 12.14 | 10.65 | 8.59  | 10.57 | 10.20 | 12.14 | 997    | Recorde paralímpico  |
| 2 !  | ALG Karim Betina         | F32    | 10.37 | x     | x     | 10.14 | x     | x     | 10.37 | 976    |                      |
| 3 !  | ALG Mounir Bakiri        | F32    | 9.49  | 8.12  | x     | 8.26  | 8.96  | 8.65  | 9.49  | 929    |                      |
| 4    | POL Maciej Sochal        | F32    | 9.18  | 8.91  | x     | 8.50  | 8.63  | x     | 9.18  | 908    | Recorde europeu      |
| 5    | MAR Youssef Ouaddali     | F32    | 7.93  | 7.41  | 7.18  | 8.39  | 8.32  | 7.64  | 8.39  | 844    | Recorde pessoal      |
| 6    | KUW Mohammad Naser       | F32    | 7.61  | 7.71  | 7.95  | 6.89  | 7.20  | 7.42  | 7.95  | 800    | Recorde asiático     |
| 7    | UAE Ahmed Alhousani      | F33    | 7.76  | x     | 8.89  | 8.45  | 8.27  | 8.33  | 8.89  | 800    | Recorde da temporada |
| 8    | GRE Dimitrios Zisidis    | F32    | 7.08  | 7.24  | 7.48  | 7.17  | 7.21  | 7.27  | 7.48  | 747    | Recorde da temporada |
| 9    | KSA Hani Alnakhli        | F33    | 7.94  | 8.16  | 7.90  | -     | -     | -     | 8.16  | 724    |                      |
| 10   | TUN Mourad Idoudi        | F33    | x     | 7.65  | x     | -     | -     | -     | 7.65  | 664    |                      |
| 11   | KUW Naser Saleh          | F33    | 7.46  | x     | x     | -     | -     | -     | 7.46  | 639    |                      |
| 12 ! | UAE Abdulaziz Alshekaili | F33    | x     | x     | x     | -     | -     | -     | NM    | 0      |                      |

## F34
| Pos. | Atleta                                 | 1     | 2     | 3     | 4     | 5     | 6     | Marca | Notas                |
| ---- | -------------------------------------- | ----- | ----- | ----- | ----- | ----- | ----- | ----- | -------------------- |
| 1 !  | MAR Azeddine Nouiri                    | 12.20 | 13.10 | 12.69 | 11.76 | 12.05 | 12.09 | 13.10 | Recorde mundial      |
| 2 !  | IRI Mohsen Kaedi                       | 11.64 | 12.51 | 12.52 | 12.94 | 12.31 | 12.72 | 12.94 | Recorde asiático     |
| 3 !  | FRA Thierry Cibone                     | 12.23 | x     | 11.94 | 11.50 | 11.34 | 12.86 | 12.86 | Recorde europeu      |
| 4    | RUS Alexaner El'min                    | 12.76 | 12.11 | 11.82 | 11.76 | 12.23 | 11.32 | 12.76 | Recorde pessoal      |
| 5    | COL Mauricio Valencia                  | 11.62 | 11.18 | 11.82 | x     | x     | x     | 11.82 | Recorde da América   |
| 6    | CAN Kyle Pettey                        | 11.41 | x     | 11.41 | x     | 11.15 | 10.99 | 11.41 | Recorde da temporada |
| 7    | GBR Daniel West                        | 11.37 | 10.63 | 10.63 | 10.67 | 11.00 | 11.20 | 11.37 | =                    |
| 8    | CHN Yanzhang Wang                      | 11.00 | 10.79 | 10.86 | 10.12 | 10.67 | 10.65 | 11.00 | Recorde pessoal      |
| 9    | QAT Abdulrahman Abdulqadir Abdulrahman | 9.27  | 9.45  | 10.86 | -     | -     | -     | 10.86 | Recorde pessoal      |
| 10   | TUN Mohamed Ali Krid                   | 10.55 | 10.21 | 9.81  | -     | -     | -     | 10.55 | Recorde da temporada |
| 11   | AUS Hamish MacDonald                   | 10.11 | 10.34 | 10.31 | -     | -     | -     | 10.34 | Recorde pessoal      |
| 12   | AUS Damien Bowen                       | 10.21 | 10.19 | x     | -     | -     | -     | 10.21 |                      |
| 13   | FRA Jean Pierre Talatini               | x     | 10.18 | 10.08 | -     | -     | -     | 10.18 |                      |
| 14   | GBR Jonathan Adams                     | 8.53  | 9.23  | 9.84  | -     | -     | -     | 9.84  |                      |
| 15   | IRL Raymond O'Dwyer                    | 8.27  | 8.66  | 8.86  | -     | -     | -     | 8.86  |                      |
|      | IRI Salman Abbariki                    | x     | x     | x     | -     | -     | -     | NM    |                      |

## F7/38
| Pos. | Atleta                        | Classe | 1     | 2     | 3     | 4     | 5     | 6     | Marca | Notas                |
| ---- | ----------------------------- | ------ | ----- | ----- | ----- | ----- | ----- | ----- | ----- | -------------------- |
| 1 !  | CHN Xia Dong                  | F37    | 17,26 | 17,52 | x     | 16,33 | x     | 16,86 | 17,52 | Recorde mundial      |
| 2 !  | EGY Ibrahim Ahmed Abdelwareth | F38    | 14,71 | 15,15 | 15,53 | 14,99 | 15,17 | 15,44 | 15,53 | Recorde paralímpico  |
| 3 !  | IRI Javad Hardani             | F38    | 15,27 | 14,47 | 15,34 | x     | 14,41 | 15,43 | 15,43 | Recorde asiático     |
| 4    | UKR Oleksandr Doroshenko      | F38    | 15,02 | 14,26 | 14,69 | x     | 14,22 | 14,93 | 15,02 |                      |
| 5    | POL Tomasz Blatkiewicz        | F37    | 14,86 | 15,18 | 14,80 | x     | x     | 14,67 | 15,18 | Recorde pessoal      |
| 6    | LTU Mindaugas Bilius          | F37    | 14,38 | x     | 15,16 | 14,07 | 14,36 | 14,73 | 15,16 | Recorde pessoal      |
| 7    | TUN Hamdi Ouerfelli           | F38    | 13,24 | x     | x     | x     | 12,68 | 13,74 | 13,74 |                      |
| 8    | CZE Dušan Grézl               | F38    | 12,88 | 12,67 | 12,99 | x     | 13,40 | 12,65 | 13,40 | Recorde pessoal      |
| 9    | BRN Ahmed Meshaima            | F37    | 13,52 | 13,39 | 13,33 | -     | -     | -     | 13,52 | Recorde pessoal      |
| 10   | UKR Mykola Zhabnyak           | F37    | 12,59 | 13,08 | 12,99 | -     | -     | -     | 13,08 |                      |
| 11   | UZB Khusniddin Norbekov       | F37    | 11,92 | 12,79 | 13,03 | -     | -     | -     | 13,03 |                      |
| 12   | UZB Ivan Panafidin            | F38    | 9,69  | 9,76  | x     | -     | -     | -     | 9,76  | Recorde da temporada |

## F40
| Pos. | Atleta                                | 1     | 2     | 3     | 4     | 5     | 6     | Marca | Notas                |
| ---- | ------------------------------------- | ----- | ----- | ----- | ----- | ----- | ----- | ----- | -------------------- |
| 1 !  | CHN Wang Zhiming                      | 14,46 | 13,28 | 12,61 | 12,67 | 12,40 | 12,43 | 14,46 | Recorde mundial      |
| 2 !  | ALG Hocine Gherzouli                  | 12,29 | 12,51 | 12,57 | x     | 12,26 | 12,91 | 12,91 | Recorde africano     |
| 3 !  | GRE Paschalis Stathelakos             | x     | 12,34 | 12,78 | x     | x     | x     | 12,78 |                      |
| 4    | POL Bartosz Tyszkowski                | 11,92 | 11,37 | x     | 11,98 | x     | 11,81 | 11,98 |                      |
| 5    | GBR Kyron Duke                        | 10,28 | 10,56 | 10,34 | 9,89  | 10,84 | 11,24 | 11,24 | Recorde pessoal      |
| 6    | TUN Sofyane Mejri                     | 10,07 | 10,71 | 10,64 | 10,81 | x     | 11,07 | 11,07 |                      |
| 7    | BRA Jonathan de Souza Santos          | 10,88 | x     | x     | x     | 10,40 | 10,37 | 10,88 |                      |
| 8    | IRQ Kovan Abdulraheem                 | 10,14 | 10,60 | 10,40 | x     | 9,88  | 9,69  | 10,60 | Recorde pessoal      |
| 9    | IRQ Wildan Nukhailawi                 | 9,93  | 9,34  | 10,46 | -     | -     | -     | 10,46 | Recorde da temporada |
| 10   | GRE Alexandros Michail Konstantinidis | 10,38 | x     | 9,93  | -     | -     | -     | 10,38 |                      |
| 11   | TUN Mohamed Amara                     | 9,99  | 9,84  | 9,98  | -     | -     | -     | 9,99  |                      |
| 12   | CAF Clemarot Christian Nikoua-Rosel   | 9,52  | 9,24  | 9,68  | -     | -     | -     | 9,68  | Recorde pessoal      |

## F42/44
| Pos. | Atleta                 | Classe | 1     | 2     | 3     | 4     | 5     | 6     | Marca | Pontos | Notas |
| ---- | ---------------------- | ------ | ----- | ----- | ----- | ----- | ----- | ----- | ----- | ------ | ----- |
| 1 !  | DEN Jackie Christensen | F44    | 17,29 | 17,87 | x     | 17,62 | x     | 18,16 | 18,16 | 1012   |       |
| 2 !  | CRO Darko Kralj        | F42    | 14,21 | 13,34 | 13,87 | 14,05 | 13,80 | x     | 14,21 | 987    |       |
| 3 !  | GBR Aled Davies        | F42    | 12,86 | 12,83 | 13,63 | 13,59 | 13,19 | 13,78 | 13,78 | 961    |       |
| 4    | CHN Kang Guofeng       | F42    | 12,34 | 12,68 | x     | 13,29 | x     | 13,41 | 13,41 | 935    |       |
| 5    | CRO Mladen Tomić       | F42    | 10,94 | 12,19 | 12,64 | 13,00 | 11,73 | 12,37 | 13,00 | 903    |       |
| 6    | USA Shaquille Vance    | F42    | 12,25 | 11,11 | 11,63 | 12,06 | 12,02 | x     | 12,25 | 837    |       |
| 7    | CRO Josip Slivar       | F44    | 14,13 | 15,07 | 14,36 | x     | 14,46 | x     | 15,07 | 828    |       |
| 8    | SVK Adrian Matusik     | F44    | 13,84 | 15,03 | 14,67 | x     | 14,48 | 14,03 | 15,03 | 825    |       |
| 9    | RUS Alexander Filatov  | F44    | 14,58 | 14,41 | x     | -     | -     | -     | 14,58 | 788    |       |
| 10   | GER Frank Tinnemeier   | F42    | 10,95 | x     | 11,14 | -     | -     | -     | 11,14 | 718    |       |
| 11   | HAI Josue Cajuste      | F42    | 7,19  | 7,03  | 7,63  | -     | -     | -     | 7,63  | 238    |       |

## F46
| Pos. | Atleta                   | 1     | 2     | 3     | 4     | 5     | 6     | Marca | Notas                |
| ---- | ------------------------ | ----- | ----- | ----- | ----- | ----- | ----- | ----- | -------------------- |
| 1 !  | RUS Nikita Prokhorov     | 13,46 | 14,61 | 15,68 | 14,92 | 14,73 | 14,86 | 15,68 | Recorde mundial      |
| 2 !  | CHN Hou Zhanbiao         | 14,64 | 15,57 | 14,80 | 15,19 | 15,22 | 14,84 | 15,57 | Recorde asiático     |
| 3 !  | POL Tomasz Rebisz        | 13,93 | 14,32 | 15,01 | x     | 14,69 | 14,61 | 15,01 | Recorde da temporada |
| 4    | UKR Dmytro Ibragimov     | 14,97 | x     | 14,38 | 14,91 | x     | 14,33 | 14,97 |                      |
| 5    | GER Matthias Uwe Schulze | x     | 12,73 | 14,04 | 13,20 | x     | x     | 14,04 |                      |
| 6    | FRA Soselito Sekeme      | 13,18 | 13,91 | 13,69 | x     | 13,76 | 13,85 | 13,91 |                      |
| 7    | LAT Andis Ozolnieks      | 13,45 | 13,21 | 12,88 | 12,79 | 12,77 | 13,19 | 13,45 | Recorde pessoal      |
| 8    | KUW Abdullah Alsaleh     | 13,10 | 12,76 | 13,09 | 12,94 | x     | 12,79 | 13,10 | Recorde pessoal      |
| 9    | UZB Ravil Diganshin      | 12,31 | x     | 12,44 | -     | -     | -     | 12,44 |                      |

## F52/53
| Pos. | Atleta                    | Classe | 1    | 2     | 3    | 4    | 5    | 6    | Marca | Pontos | Notas                |
| ---- | ------------------------- | ------ | ---- | ----- | ---- | ---- | ---- | ---- | ----- | ------ | -------------------- |
| 1 !  | LAT Aigars Apinis         | F52    | 9,60 | 10,23 | 8,80 | x    | x    | x    | 10,23 | 1039   | Recorde mundial      |
| 2 !  | MEX Mauro Máximo de Jesús | F53    | 8,53 | 8,08  | 8,68 | 8,15 | 8,39 | 8,36 | 8,68  | 977    | Recorde da temporada |
| 3 !  | USA Scot Severn           | F53    | 8,07 | 8,14  | 8,26 | 8,26 | 8,16 | 8,18 | 8,26  | 884    |                      |
| 4    | CZE Ales Kisy             | F53    | 8,07 | 8,23  | 7,95 | 7,83 | 8,00 | 8,19 | 8,23  | 878    | Recorde da temporada |
| 5    | NZL Peter Martin          | F52    | 8,22 | 8,62  | 8,36 | 7,70 | 8,10 | 8,07 | 8,62  | 726    | Recorde pessoal      |
| 6    | GRE Che Jon Fernandes     | F53    | 7,36 | 7,35  | 6,99 | 4,53 | 7,20 | 7,10 | 7,36  | 681    |                      |
| 7    | SLO Henrik Plank          | F52    | 6,58 | 6,65  | 6,47 | 6,28 | 6,46 | 6,57 | 6,65  | 357    |                      |
| 7 !  | GRE Georgios Karaminas    | F52    | x    | x     | x    | -    | -    | -    | -     | NM     |                      |
| 8 !  | GRE Gerasimos Vryonis     | F53    | x    | x     | x    | -    | -    | -    | -     | NM     |                      |

## F54/55/56
| Pos. | Atleta                      | Classe | 1     | 2     | 3     | 4     | 5     | 6     | Marca | Pontos | Notas                |
| ---- | --------------------------- | ------ | ----- | ----- | ----- | ----- | ----- | ----- | ----- | ------ | -------------------- |
| 1 !  | IRI Jalil Bagheri Jeddi     | F55    | 10,81 | 11,09 | 10,93 | 11,27 | 11,57 | 11,63 | 11,63 | 988    | Recorde paralímpico  |
| 2 !  | POL Karol Kozun             | F55    | 10,85 | 10,58 | 11,36 | x     | 10,67 | 11,22 | 11,36 | 973    | Recorde da temporada |
| 3 !  | GBR Robin Womack            | F55    | 9,19  | 11,02 | 11,34 | 10,88 | 10,53 | 10,64 | 11,34 | 972    | Recorde pessoal      |
| 4    | PLE Khamis Zaqout           | F55    | 9,39  | 9,49  | 11,30 | x     | 11,05 | x     | 11,30 | 969    |                      |
| 5    | GER Ulrich Iser             | F55    | 10,75 | 10,61 | 10,68 | 10,07 | 10,78 | 11,01 | 11,01 | 951    | Recorde da temporada |
| 6    | GRE Ilias Nalmpantis        | F55    | 10,58 | 10,72 | 10,49 | 10,15 | 10,66 | 10,47 | 10,72 | 931    | Recorde da temporada |
| 7    | POL Krzysztof Smorszczewski | F56    | 12,02 | 12,16 | 12,16 | 11,92 | 12,16 | 12,14 | 12,16 | 929    | Recorde pessoal      |
| 8    | SRB Draženko Mitrović       | F54    | 8,72  | 8,65  | 9,15  | 8,13  | 8,90  | 8,58  | 9,15  | 917    | Recorde da temporada |
| 9    | AZE Olokhan Musayev         | F56    | 11,32 | 11,42 | 11,93 | -     | -     | -     | 11,93 | 913    | Recorde europeu      |
| 10   | CZE Martin Němec            | F55    | 9,72  | 10,08 | 10,49 | -     | -     | -     | 10,49 | 913    | Recorde da temporada |
| 11   | FIN Aleksi Kirjonen         | F56    | 11,80 | 11,28 | 11,89 | -     | -     | -     | 11,89 | 911    |                      |
| 12   | DEN Jacob Dahl              | F54    | 8,61  | 8,78  | 9,00  | -     | -     | -     | 9,00  | 903    | Recorde pessoal      |
| 13   | USA Scott Winkler           | F55    | 10,12 | 9,54  | 10,35 | -     | -     | -     | 10,35 | 902    |                      |
| 14   | AUT Georg Tischler          | F54    | 8,66  | 8,59  | 8,69  | -     | -     | -     | 8,69  | 871    |                      |
| 15   | BUL Ruzhdi Ruzhdi           | F55    | 9,67  | 9,68  | 9,78  | -     | -     | -     | 9,78  | 849    |                      |
| 16   | BUL Mustafa Yuseinov        | F55    | 9,00  | 9,57  | 8,80  | -     | -     | -     | 9,57  | 827    |                      |
| 17   | GRE Manolis Stefanoudakis   | F54    | 7,51  | 7,71  | 7,91  | -     | -     | -     | 7,91  | 772    |                      |
| 18   | CUB Leonardo Díaz           | F56    | 9,81  | 8,95  | 9,85  | -     | -     | -     | 9,85  | 713    | Recorde da temporada |
| 19   | SMR Christian Bernardi      | F55    | 4,40  | 4,54  | 4,42  | -     | -     | -     | 4,54  | 68     | Recorde da temporada |

## F57/58
| Pos. | Atleta                           | Classe | 1     | 2     | 3     | 4     | 5     | 6     | Marca | Pontos | Notas                |
| ---- | -------------------------------- | ------ | ----- | ----- | ----- | ----- | ----- | ----- | ----- | ------ | -------------------- |
| 1 !  | RUS Alexey Ashapatov             | F58    | 14.98 | 15.61 | 15.95 | 16.17 | 15.81 | 16.20 | 18.16 | 989    | Recorde paralímpico  |
| 2 !  | POL Janusz Rokicki               | F58    | 15.19 | 15.53 | 15.68 | 14.10 | 14.96 | 15.06 | 15.68 | 960    | Recorde da temporada |
| 3 !  | RSA Michael Louwrens             | F57    | x     | 13.26 | 13.64 | 13.23 | x     | 12.86 | 13.64 | 958    | Recorde da temporada |
| 4    | JOR Jamil Saleh Elshebli         | F57    | 13.58 | x     | 13.51 | x     | 12.15 | 12.89 | 13.58 | 954    |                      |
| 5    | CHN Guoshan Wu                   | F58    | 13.82 | 15.32 | 14.68 | 15.02 | 15.40 | x     | 15.40 | 944    | Recorde asiático     |
| 6    | SYR Mohamad Mohamad              | F57    | 12.54 | 13.12 | 13.11 | 11.66 | 12.44 | 12.54 | 13.12 | 922    |                      |
| 7    | BRA Claudiney Batista dos Santos | F57    | 12.68 | 12.32 | 12.87 | 12.72 | 12.64 | 12.61 | 12.87 | 902    | Recorde da América   |
| 8    | GRE Anastasios Tsiou             | F57    | x     | x     | 12.64 | x     | x     | x     | 12.64 | 884    |                      |
| 9    | GRE Angim Dimitrios Ntomgkioni   | F57    | x     | x     | 12.25 | -     | -     | -     | 12.25 | 851    |                      |
| 10   | CRO Boro Radenović               | F57    | 11.51 | 11.46 | 11.67 | -     | -     | -     | 11.67 | 797    |                      |
| 11   | JOR Amer Ali Mustafa Al Abbadi   | F58    | 12.49 | 12.93 | 12.93 | -     | -     | -     | 12.93 | 758    |                      |
| 12   | USA Dennis Ogbe                  | F58    | 12.84 | 12.36 | 12.81 | -     | -     | -     | 12.84 | 750    |                      |
| 13   | IRL James McCarthy               | F57    | 10.36 | 10.57 | 10.70 | -     | -     | -     | 10.70 | 696    |                      |
| 14   | COL Fernando Mina Cortes         | F58    | 11.37 | 11.99 | 12.21 | -     | -     | -     | 12.21 | 690    | Recorde pessoal      |
| 15   | BRA Vanderson Alves da Silva     | F57    | 9.73  | 9.36  | 9.94  | -     | -     | -     | 9.94  | 608    |                      |
| 16   | TAN Zaharani Selemani Mwenemti   | F58    | x     | 9.52  | x     | -     | -     | -     | 9.52  | 403    | Recorde da temporada |
| 17   | BEN Constant Kponhinto           | F58    | 8.25  | 8.12  | 7.68  | -     | -     | -     | 8.25  | 268    | Recorde da temporada |
| 18   | MTN Sidi Mohamed Bilal           | F57    | 5.63  | 5.09  | 5.37  | -     | -     | -     | 5.63  | 115    |                      |

Legenda
| Recorde mundial      | Recorde mundial (World record)               |                       | Recorde africano                      | Recorde africano (African) |                                           | Q | Classificado por posição (Qualified) |
| Recorde paralímpico  | Recorde paralímpico (Paralympic record)      | Recorde da América    | Recorde da América (Americas)         | q                          | Classificado por melhor tempo (Qualified) |   |                                      |
| Melhor marca do ano  | Melhor marca do ano (World leading)          | Recorde asiático      | Recorde asiático (Asian)              | DNS                        | Não largou (Did not start)                |   |                                      |
| Recorde nacional     | Recorde nacional (National record)           | Recorde europeu       | Recorde europeu (European)            | DNF                        | Não terminou (Did not finish)             |   |                                      |
| Recorde pessoal      | Recorde pessoal do atleta (Personal best)    | Recorde da Oceania    | Recorde da Oceania (Oceania)          | DSQ / DQ                   | Desclassificado (Disqualified)            |   |                                      |
| Recorde da temporada | Recorde da temporada do atleta (Season best) | Recorde sul-americano | Recorde sul-americano (South America) | NM                         | Sem marca (No mark)                       |   |                                      |